# 阿納短鬚石首魚
阿納短鬚石首魚為輻鰭魚綱鱸形目鱸亞目石首魚科的其中一種，分布東太平洋區，從墨西哥至厄瓜多北部海域，體長可達35公分，棲息在沿海沙泥底質海域，屬肉食性，以甲殼類等為食，可作為食用魚。